# Bolo do caco
Le bolo do caco est un pain de blé typique de l'archipel de Madère qu’on trouve aussi bien sur l’île de Madère que sur celle de Porto Santo. Il est consommé comme entrée, accompagnement ou mets principal.

## Recette
Il est composé de farine de blé, de patate douce, de levure, d'eau et de sel. Avec ces ingrédients, on prépare une pâte qui doit fermenter pendant trois jours. À la fin de cette période, on forme des pâtons d'environ 3 cm d'épaisseur et du diamètre d'une paume (environ 20 à 25 cm). La cuisson traditionnelle est faite sur une pierre de basalte, dûment chauffée à cet effet jusqu'à atteindre une haute température. Aujourd'hui, il est possible d'acquérir des dalles de ciment qui peuvent remplacer la vieille pierre dans la cuisson. Le bolo est posé sur la pierre et cuit jusqu'à obtenir une croûte mince, légèrement brûlée. Il est ensuite retourné pour être cuit des deux côtés.

## Consommation
Il peut être consommé chaud comme pain, avec du beurre à l'ail fondu, ou même comme mets principal. Il est courant qu'il soit utilisé dans la fabrication de sandwichs chauds au steak, au jambon et fromage, au bacon, au chorizo, à l’espadon, au poulpe, pour n'en nommer que quelques-uns.

## Vente
Le bolo do caco est fréquemment vendu dans de petits restaurants spécialisés ainsi que dans de petites échoppes indépendantes.

## Annexe